# داميان جونز
داميان جونز (بالإنجليزية: Damian Jones)‏ هو منتج أفلام بريطاني، ولد في 30 سبتمبر 1964 في لندن في المملكة المتحدة.

## وصلات خارجية
- داميان جونز على موقع IMDb (الإنجليزية)
- داميان جونز على موقع قاعدة بيانات الفيلم (الإنجليزية)